# Noverosa
Noverosa is een conferentiecentrum van het Lectorium Rosicrucianum in Doornspijk in de Nederlandse provincie Gelderland. Het biedt faciliteiten voor bijeenkomsten met maximaal 200 deelnemers en is gelegen aan de Haere, een uitgestrekt stuifzandgebied ten zuidwesten van 't Harde op de Veluwe. De naam betekent 'nieuwe roos' en is symbool voor het geestelijke beginsel in ieder mens dat tot bloei kan komen. In een andere symboliek wordt er wel gesproken over de slapende goddelijke vonk die kan opvlammen.  
Sinds 1934 organiseert de School van het Rozenkruis activiteiten op het terrein waar nu Noverosa gevestigd is. Aanvankelijk betrof het vooral zomerkampen waar de rozenkruisersleer van Max Heindel werd bestudeerd. Later werden er ook gebouwen opgericht en werd de wijsbegeerte van het moderne Rozenkruis uitgedragen. Sinds de jaren vijftig van de twintigste eeuw worden veel bijeenkomsten van het jeugdwerk van het Lectorium Rosicrucianum gehouden op Noverosa. Daarnaast zijn er vele bijeenkomsten die uitsluitend gericht zijn op volwassenen die zich willen bezinnen op geestelijke bewustwording en vernieuwing.
In 2013 kwam de verbouwing en modernisering van Noverosa gereed.
Sommige verhalen voor de jeugd die op Noverosa zijn ontwikkeld en verteld worden in boekvorm uitgegeven door Rozekruis Pers.